# Kamen Rider: Battride War
Kamen Rider: Battride War (仮面ライダー バトライド・ウォー Kamen Raidā Batoraido Wō) là một trò chơi điện tử dựa trên dòng phim Kamen Rider. Trò chơi được phát hành vào ngày 23 tháng 5 năm 2013. Được thiết kế theo phong cách của trò chơi Dynasty Warriors, người chơi điều khiển một trong những Kamen Rider để chiến đấu với một loạt kẻ thù. Trò chơi chủ yếu bao gồm những nhân vật chính trong series Kamen Rider thời Heisei, bắt đầu từ Kamen Rider Kuuga năm 2000 cho đến Kamen Rider Wizard năm 2013. Các Kamen Rider thời Showa chỉ được phát hành dưới dạng nội dung tải về, cũng như một số hình dạng chiến đấu của các nhân vật như Infinity Style và All Dragon của Kamen Rider Wizard hay Beast Hyper của Kamen Rider Beast. Một phiên bản giới hạn được phát hành với phần âm thanh bao gồm các bài hát chủ đề gốc từ các series và phim.
Chế độ câu chuyện của trò chơi được gọi là "Chronicle Mode" trong đó từng Kamen Rider chiến đấu với kẻ thù của mình trong một trận đánh cuối cùng.
Bài hát chủ đều của trò chơi mang tên "Go get 'em" trình bày bởi Kamen Rider Girls. Bản phát hành riêng của đĩa đơn bài hát đi kèm với mã DLC cho phép truy cập 'All Dragon Figure của Kamen Rider Wizard trong trò chơi.

## Đón nhận
Famitsu đánh giá trò chơi 33/40 điểm. Trong tuần đầu tiên phát hành, Battride War chiếm vị trí thứ hai trên bảng xếp hạng Game Nhật Bản từ ngày 20 đến ngày 26 tháng 5, bán được 128.659 bản trong tuần đầu tiên.

## Phần tiếp theo
Vào tháng 2 năm 2014 phần tiếp theo mang tên Kamen Rider: Battride War II đã được công bố, dự kiến sẽ phát hành vào ngày 26 tháng 6, 2014, và có sự xuất hiện của nhân vật trong series Kamen Rider gần nhất là Kamen Rider Gaim.